# Lijst van keukenterminologie
Het werken in een (professionele) keuken kent een groot aantal eigen termen en jargon. Vele hiervan stammen uit het Frans. In deze lijst van keukenterminologie zijn keukentermen alfabetisch terug te vinden.

## A
- Aanbranden
- Aanlengen - Het toevoegen van extra vocht (water, melk of wijn)[1]
- Aankleuren - Vlees, vis of groenten in zeer warme vetstof laten kleuren, buitenste poriën dichtschroeien. Zie ook sauteren.[2]
- Abaisse - Uitgerolde lap deeg[bron?]
- Abatis - Bruikbare slachtresten van gevogelte en vederwild.
- Abats - Bruikbare slachtresten van vlees en haarwild.
- Aboyer - Het afroepen van de bons door de chef naar de verschillende chefs de parties (afdelingchefs).
- Abaisser - Een stuk vlees (of deeg) uitrollen tot de gewenste dikte[3]
- Abricoteren - Desserts of taarten glazuren met een gezeefde abrikozenpuree[4]
- Adoucir - Verzachten van smaak (bv. te veel gekruid) door toevoegen van melk, room, boter,... Slechte, bittere of wrange smaak wegnemen door een product verder te laten koken.
- Aiguilette - Lang, smal reepje vlees, gevogelte of wild.[bron?]
- Al dente - Het koken van deegwaren of groenten tot het punt waarop ze net zacht zijn, maar nog weerstand bieden en daardoor knapperig of bijtvast zijn[1]
- Anglaise - Samenstelling van losgeslagen eiwit, olie, peper en zout, om te paneren.[bron?] Kan ook een vanillesaus zijn, sauce anglaise en tevens basis voor bavarois en vanilleroomijs.
- Annoncer - Aankondigen van de bons van het zaalpersoneel aan de keukenchef.
- Aplâtir - Een stuk vis, vlees of gevogelte platslaan met een batte.
- Appareil - Samenstelling van verschillende producten, bijvoorbeeld appareil à crêpes.[bron?]
- A point - Op het juiste punt gebakken rundvlees: niet meer rood aan de binnenzijde, maar nog heel sappig.
- Arômates - Kruiden en/of groenten die gebruikt worden om de smaak en de geur (aroma) van een gerecht te verbeteren en/of te beklemtonen.
- Arroseren - Het bedruipen van vlees, vis, gevogelte wild en/of groenten tijdens de bereiding om uitdroging te voorkomen.
- Aspic - Helder, stevig en elastisch geleitaartje van vis, gevogelte, wild, vlees of groenten.[5]
- Assaisonner - Op smaak brengen van een gerecht met zout, peper of andere kruiden.
- Au four - Een bereiding in de oven klaargemaakt of ovengerecht.
- A vif - Het snijden van partjes tussen de vliezen van geschild citrusfruit[6]

## B
- Barder - Gevogelte, vlees, wild of vis omwikkelen met een dunne plak vet of spek om het tegen uitdroging te beschermen tijdens de bereiding.
- Bain-marie - Warmwaterbad (80 à 90°C) waarin sommige bereidingen op temperatuur gehouden worden. Sommige bereidingen gebeuren in "bain-marie".
- Ballotine - Warm of koud stuk gevuld vlees, vis, wild of gevogelte.
- Barquette - Bootvormig gebakje uit bladerdeeg of hertoginnenaardappelen in bootvorm gespoten.
- Bâtonnet - In staafjes gesneden groenten.
- Battre - het plat kloppen van vis, vlees, gevogelte of wild of het loskloppen van eieren.
- Beignet - Een product in frituurdeeg gedompeld en gebakken in de frituur.
- Beurre clarifié - Geklaarde boter - gesmolten boter, ontdaan van schuim en wei (melkresten en onzuiverheden).
- Beurre fondu - Gesmolten boter.
- Beurre noisette - Hazelnootboter - gesmolten en licht gekleurde boter (na het wegtrekken van het schuim.
- Beurrer - Beboteren - met boter instrijken, een klontje boter toevoegen.
- Bien cuit - Doorbakken of doorbraden.
- Bleu - Zo bloedig mogelijk (maar binnenin warm) gebakken rundvlees.
- Blanc - Samenstelling van bloem, azijn (of citroensap) en zout in water vermengd om aan een kookvloeistof toe te voegen om verkleuring van groenten tegen te gaan of om vlees witter te trekken.
- Beetgaar
- Bindmiddel
- Blanchir - Blancheren
  - Groenten of vlees opzetten in koud gezouten water, aan de kook brengen en verfrissen om onreinheden te verwijderen.
  - Vlees of gevogelte even in kokende vloeistof dompelen om het te verstevigen.
  - Groenten (als bladgroenten) opzetten in kokend gezouten water en korte tijd laten koken.
- Blanquette - Blanke ragout van kalfs-, lams- of gevogeltevlees.

- Blind bakken - Het bakken van een deegbodem met behulp van een tijdelijke vulling (zoals gedroogde bonen of erwten), die na het bakken verwijderd wordt.[6]
- Bordure - De rand van een schotel versieren, bijvoorbeeld met hertoginnenaardappelen, rijst, plakjes citroen, biet,...
- Bouillon - Geurig aftreksel van vlees, vis, wild, gevogelte of groenten.
- Bouquet garni - Kruidenboeketje, gevormd met tijm, laurier en peterseliestengels samengebonden met een koordje.[bron?]
- Bouquet marmite - Samengebonden tuil van prei, selder, wortel (eventueel ui bestoken met kruidnagel) om blanke en gevogeltefond te bereiden.
- Brider - Opbinden van vlees, gevogelte of wild om het een mooie vorm te geven tijdens de bereiding en om gelijkmatig te garen.
- Brochette - Spies - Korte of langere metalen pinnen, spiesjes, met kleinere stukken vis, vlees, gevogelte of wild, samen met eventueel groenten of zelfs fruit.
- Braiser - Vlees, vis, gevogelte wild of (gevulde) groenten bereiden in de oven in een overdekte braisière (kookpot). Dit gebeurt op een onderlaag van aromaten en tot op halve hoogte bevochtigd met vocht (fond, wijn, bier of met saus).
- Broyer - Fijnmalen
- Brûler - Branden, schroeien, ook gezegd bij het afbranden van pluimpjes.
- Brunoise - In kleine, gelijke dobbelsteentjes gesneden groenten, vis, vlees of fruit.

## C
- Canapé - Zeer dikke uitgeholde toast, in boter gebakken of getoast.
- Canneler - Fijne ribben aanbrengen in groenten of fruit met een canneleur.
- Caramel - Bruingebrande suiker
- Carameliser - Iets lichtbruin laten kleuren door toevoegen van suiker tijden het bakken of braden.
- Carcasse - Het geraamte of karkas van gevogelte en pluimwild na het wegnemen van het vlees.
- Chef's table - Is een tafel in of uitkijkend op de keuken van een restaurant.
- Cerner - Een inkerving maken in bv. een appel om het openspringen te voorkomen.
- Chapelure - Gedroogd en fijngemalen brood - paneermeel.
- Ciseleren - Opgerolde bladgroenten in fijne reepjes snijden (chiffonnade) of inkervingen maken in vis of vlees.
- Chaud-froid - Koude vis, vlees, gevogelte of wild dat volledig bedekt is met een laagje chaudfroidsaus. Dit is een saus die warm gemaakt wordt, maar koud wordt gebruikt bij bv buffetten.
- Chemiser - De binnenzijde van een vorm bekleden met bv. een dun laagje gelei om dan met iets anders op te vullen.
- Citroner - Een gerecht besprenkelen met citroensap.
- Civet - Wildragout van klein haarwild of konijn.
- Clarifier - Een troebele vloeistof helder maken (bv. bouillon) of het scheiden van botervet en de wei bij gesmolten boter.
- Compote - Zoete moes van gekookt fruit en suiker.
- Concentraat - Is een poeder of een vloeistof, die een of meerdere stoffen in een hoge concentratie of zelfs in technisch pure vorm bevat.
- Couvert -  Is het eetgerei, de vork, de lepel en het mes, dat gebruikt wordt om mee te eten en om de maaltijd op te dienen.
- Cuisson - Ofwel 1) kookvocht, ofwel 2) de mate van gaarheid[2]
- Colorer - Het kleuren van een product of het toevoegen van kleurstof.
- Concasser - Grof hakken
  - In blokjes snijden van tomaat.
  - Grof pletten van peperkorrels.
  - Grof hakken van peterselie.
  - Grof snijden van ajuin.
- Condiment - Smaakmaker. 
  - Aromatische stoffen die aan voedsel worden toegevoegd.
  - Zure of zoetzure producten, bv. augurken, pickles, mosterd, ketchup,...
- Confit - In eigen vet klaargemaakt.
- Corail - Onafgezette kuit bij schaal- en schelpdieren.
- Cordon - Lint van saus rond een product.
- Corser - Meer smaak geven aan een gerecht door toevoeging van kruiden, glace, essence of door inkoken.
- Coulis - Dikke stroperige saus of puree van een bepaald product.
- Court-bouillon - Gekruid kooknat voor vis of schaaldieren, bestaande uit water, groenten, witte wijn of azijn of citroensap.
- Crépine, Crépinette - Varkensnetje, buikvlies. Dient voor het samenhouden van producten en/of het afdekken van pasteien. Is ook de naam voor het afgewerkt product.
- Couverture - Dekchocolade.
- Croustade - Bakje, gemaakt uit bladerdeeg; Uitgeholde toast.
- Croûton - Dobbelsteentje broodkruim gebakken in boter. Wordt vooral als garnituur in soep gebruikt.
- Crudités - Rauwkost of een enkelvoudige salade van rauwe groenten.
- Cuire - Het bereiden, het garen of gaarkoken.
- Cuire à blanc - Blind afbakken. Deegbodem afbakken zonder garnituur, maar met gedroogde pitten of peulen op een onderlaag van papier.
- Cuire à la nappe - Afroeren van een vloeistof om op een bepaalde temperatuur te laten binden (bv. crème anglaise)

## D
- Darne - Moot, dikke schijf van een grote ronde vis met graat en vel.
- Daube - Smoorpoot, smoorstuk. In een gesloten pot met aromaten en rode wijn gebraiseerd stuk vlees, gevogelte of wild.
- Débarder - De laag vet of vetband wegnemen na de bereiding.
- Débrider - Het verwijderen van het keukentouw na de bereiding.
- Décanter - Afschenken, decanteren. Producten of vloeistoffen scheiden door het bovenste over te gieten in een ander recipiënt, bv. boter, keukenfond,... Soms ook gezegd bij stoverijen waarbij de stukjes vlees overgeschept worden in een ander recipiënt om het kookvocht af te werken tot saus.
- Déchets - Niet eetbare delen van producten (graten, beenderen, pellen,...).
- Décortiquer - Ontschalen, ontpellen. Het pantser van schaaldieren verwijderen. Ook gezegd bij het scheiden van gaar gevogelte, waarbij vel en beenderen worden verwijderd.
- Découpage - Het voorsnijden van vlees, gevogelte of wild.
- Déglaçer - Afblussen. Vocht toevoegen in een braadpan om de vastgezette vleessappen van de bodem te doen loskomen.
- Déglaçage - Het vocht bekomen na het loskoken van de vastgezette vleessappen.
- Dégorger - Zuiveren. 
  - Producten in koud gezouten water leggen om bloed en andere onreinheden te laten uittrekken.
  - Bestrooien met zout om het overtollige vocht uit te trekken (komkommer, tomaat).
- Dégraisser - Ontvetten van een vloeistof (fond) of van vis, vlees, gevogelte of wild.
- Dénerver - Ontpezen van vlees, gevogelte of wild.
- Dent-de-loup - Wolventandje. In vorm gesneden broodje (wit en grof brood) bij rauwe schaaldieren.
- Dépouiller - Afscheppen van onreinheden en vet.
- Diablotin - Gegratineerde ronde kaastoast.
- Dorure - Losgeklopt eigeel, eventueel aangelengd met wat water, melk of room, om een product te glaceren.

## E
- Ecailler - Ontschubben van vis.
- Eminceren - Het in reepjes of plakjes snijden van voeding.
- Emonderen - Het verwijderen van pel en onnodige delen bij bv. tomaat, perzik,...
- Escalope - Dun schijfje of lapje van vis, vlees of gevogelte.
- Essence - Aftreksel van een product (smaak en geurstoffen) ter smaakversterking.
- Etuver - Gaarstoven in een vetstof onder deksel.
- Emulgator - Stof die helpt bij het mengen van twee stoffen die normaal gesproken niet of moeilijk mengbaar zijn.
- Emulsie - Mengsel dat bestaat uit niet-mengbare vloeistoffen die onder normale omstandigheden geen stabiel en homogeen mengsel vormen.

## F
- Flamberen
  - Het doen branden van een gerecht door het met sterke drank te overgieten en aan te steken[1]
  - Het afbranden van kleine pluimpjes bij gevogelte.
- Faisander - Het laten besterven van vederwild om een edeler smaak te bekomen.
- Fleuron - Half maantje in bladerdeeg, meestal bij vis.
- Fond de cuisine - Verzamelnaam om verschillende basisbouillons of fonds aan te duiden.
- Frémir - Tegen de kook aanhouden, zachtjes, juist op het kookpunt laten pruttelen van een fond, soep of saus.
- Fumet - Zeer geurig kookvocht van vis, wild of groenten met een fijne smaak als basis voor sauzen of om ze te verfijnen.

## G
- Galantine - Uitgebeend en opgevuld gevogelte (of vleesstuk), gepocheerd in gelatineuze bouillon en geserveerd als chaud-froid.
- Gastrique - Reductie van sjalot, peperkorrels, tijm, laurier, dragon, witte wijn en azijn.
- Goujon, goujonnette - Flinterdun reepje visfilet.
- Garnering - Versiersel op of bij een gerecht.
- Gastronomie
  - de studie van alles wat met de hogere kookkunst te maken heeft.
  - de studie van alles wat te maken heeft met de betrekking tussen voedsel en cultuur.
- Geklaarde boter - Langzaam gesmolten boter, die ontdaan is van water- en melkdeeltjes[6]

## H
- Hooikistmethode

## I
- Ingrediënt
- Infuser - Laten trekken, een product (bv. vanillestokken) in kokende vloeistof leggen om te laten trekken en zo de smaak af te geven.

## J
- Julienne - Fijne lange reepjes (1mm bij 5cm) van groenten, ham, gevogelte,...
- Jus - Sap van vlees, groenten of fruit.

## K
- Kant-en-klaar
- Karamellisatie - Het verhitten van suiker of een suikerstroopje tot het bruin kleurt.

## L
- Larderen - Het doorrijgen van (doorgaans) een stuk vlees met dunne reepjes vet of spek.[1]
- Liaison - Bindmiddel, samenstelling van room en eierdooiers.

## M
- Macedoine - Mengeling van kleingesneden groenten of fruit, zowel koud als warm.
- Marinade - Aromatische vloeistof bestaande uit witte of rode wijn, azijn, kruiden, groenten, en olie waarin men producten legt om ze zachter te maken, te aromatiseren en/of te bewaren.
- Magret - Eendenfilet.
- Matelote - Stoverij van vis in witte of rode wijn.
- Matignon - Samenstelling van aromaten die meer smaak geven aan een bereiding of die dienen als onderlaag of vulling.
- Médaillon - Rond of ovaal stuk vis, vlees, gevogelte, wild,... uit het fijnste deel gesneden.
- Mirepoix - Samenstelling van grof gesneden groenten om fond of braadjus aan te maken.
- Mise-en-place - Geheel aan voorbereidingen om de dienst vlot en vloeiend te laten verlopen.
- Méringue - Eiwitschuim.
- Mie de pain - Broodkruim
- Mignonette - Geplette of gebroken peperkorrels.
- Mijoter - Op een zacht vuurtje, nauwelijks merkbaar, laten pruttelen, stoven, sudderen van (meestal) stoverijen.
- Mimosa - Garnituur van gehakte peterselie en geplet hardgekookt ei.
- Moëlle - Beendermerg.
- Mortifier - Vlees en haarwild laten besterven om het malser te maken.

## N
- Nage - Basisbereiding. Op natuurlijke wijze bereide vis of zeevruchten, gekookt en opgediend in gekruide bouillon.
- Napper - Oversausen.
- Navarin - Stoverij van lams- of schapenvlees.
- Noisette - Klein stukje vlees gesneden uit de filet van kalf, lam of wild.

## P
- Panade - Vaste brij om vulsels mee te binden, op basis van bloem, rijst of aardappelen.
- Paneren - Het aan alle kanten bedekken van een product met een omhulsel, waardoor het na bereiding een krokante korst heeft.
- Papillote - Een met olie ingewreven stuk papier of aluminiumfolie waarin kleine stukken vlees, vis of gevogelte met eventueel toevoeging van groenten, fruit of kruiden in de oven worden gegaard[6]
- Parer - Bijsnijden, het in juiste vorm snijden van producten door overtolligheden weg te snijden.
- Passer au chinois (fin) - Een vloeistof door een (fijne) puntzeef gieten.
- Peler à vif - Citrusvruchten pellen of schillen tot op het blote vruchtvlees.
- Persillade - Kruidenkorst, grof gehakte peterselie, meestal vermengd met andere producten, voor het afwerken van bepaalde gerechten.
- Percoleren
- Plisseren - Ontvellen (van bijvoorbeeld tomaten)
- Pocheren
  - In een vloeistof, tegen het kookpunt aan, laten garen.[6]
  - Frituuraardappelen laten gaar worden zonder kleuren.
  - Bepaalde gerechten in bain-marie in de oven gaar maken (bv. crème caramel).
- Poffen - Het bereiden van voedsel door het sterk te verhitten, zonder water of olie toe te voegen.
- Profiterole - Klein, rond soesje, meestal gevuld, als garnituur bij soepen (consommés) of als nagerecht.

## Q
- Quadriller - Het aanbrengen van een ruitvorm tijdens het roosteren.
- Quenelle - Schelpvorm, gevormd door middel van twee lepels.

## R
- Ragout - Bereiding van vis of kleine stukjes vlees met groenten die in een saus gaar worden gemaakt.
- Rauwkost
- Rookpunt
- Roux - Een bindmiddel voor sauzen en soepen dat bestaat uit bloem en gesmolten boter.

## S
- Salpicon - In dobbelsteentjes versneden vis, vlees, zeevruchten, gevogelte, wild, groenten, meestal gebonden met een saus.
- Sauteren - Kleine stukken vlees, gevogelte of wild in een sauteuse in hete vetstof een bepaalde graad van gaarheid geven.
- Schiften
- Schrikken - Het onderdompelen van een heet gerecht in koud water of andersom
- Stoven - Gaar maken van een gerecht in een gesloten pot met weinig of geen vloeistof[6]
- Suprême - Witte borstvlees van gevogelte of pluimwild.
- Soufflé - Overgerecht op basis van opgeklopt eiwit, dat door de warmte rijst.
- Suer - Onder deksel laten uitzweten in een weinig vetstof. [1]

## T
- Tapenade - puree van olijven.
- Trancheren - Het schuin wegsnijden, meestal van vlees of vis, in gelijke delen, zodat de gesneden delen groter lijken.
- Tronçonner - In moten versnijden van platte vissen en/of paling.

## U
- Uitlekken

## V
- Vaner
  - In een saus (bv crème anglaise) roeren met een spatel tijdens het binden.
  - In een saus roeren tijdens het afkoelen om velvorming te vermijden.
- Vlam-in-de-pan

## Z
- Zeste - Buitenste, gekleurde, sterk geparfumeerde schil van citrusvruchten.
- Ziste - Het witte, bittere vliesje dat zich bevindt tussen de schil en het vruchtvlees van citrusvruchten, onder de zeste. [1]